# Срібне

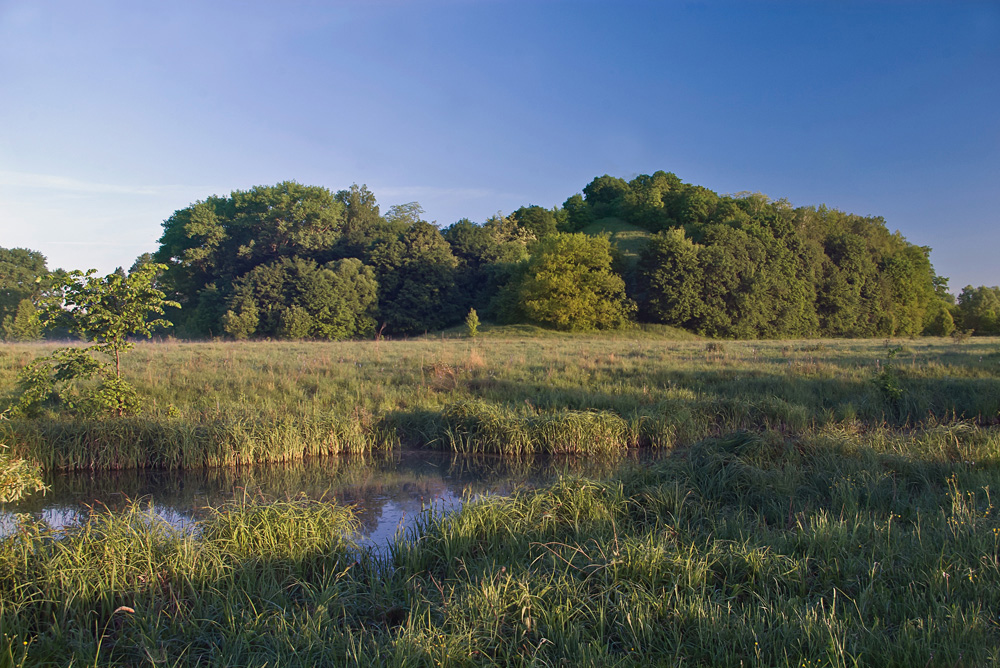
Данчичева гора (південно-західна околиця Срібного)

Срі́бне — селище в Чернігівській області України. Розташоване на річках Лисогорі і Срібнянці, за 45 км від залізничної станція Прилуки. Станом на 1 січня 2022 року населення складало 3001 особа. З 2017 року — центр Срібнянської селищної громади.  До 2020 року — районний центр.

## Назва
Існує кілька версій походження топоніму «Срібне»: від металевого покриття церкви чи будинку феодала (срібний блиск), від річки Сріблянка.
У дорадянській українській мові відбувалося випущення звуку Н у словах похідних від топонімів закінчених на -на, -не, -ни, -ний, -но, щоб запобігти збігові приголосних. Згідно з тодішньою парадигмою мало би бути:
Срі́бне — срі́бенський — срі́бенщина — срі́бенець.

## Географія

### Рельєф
Містечко розташоване на підвищеній платоподібній, розчленованій ярами та балками поверхні.

### Клімат
Помірно-теплий, м'який з достатньою вологістю.

### Райони містечка
Райони поділяються на 2 основні групи: «На горі» та «У низу»
- Башта — в Старому базарі поблизу церкви, рядом з крутою дорогою на Западинці, Побочіївку, Карпилівку, Козячий хутір.
- Білокурівщина (Миронівка) — район в наступному ярку після Монастирища в бік Будника, є частиною Западинець. Назва виникла від 4 братів Білокурів, які там жили. Також називають цю місцевість Миронівкою (наголос на «i») за іменем Мирона, який там жив. А народився він 20 лютого 1853 року по старому стилю в Срібному. Нині це частина вул. Горького. Вулиці не менш довгої, ніж Довга Вулиця, але, мабуть, однією з найзвивистіших і найзагадковіших вулиць Срібного.
- Бригада — місце на Довгій вулиці в районі подільського мосту.
- Будник — назва району містечка на правому березі долини річки Лисогір навпроти сіл Гриціївка та Побочіївка. Назва походить від слова «будити». Очевидно, мешканці передмістя в долині «будили» жителів Городища під час нападу ворогів або вранішньої роботи.

Також є інша версія походження району — від того, що там були будинки заможних людей.
Існує і третя версія. «Буди» в Україні — лісові хати, місця для виготовлення поташу. В XVI—XVII ст. сусідня Чернігівщина була головним експортером поташу. На користь цієї версії вказує і той факт, що до революції в Срібному був миловарний завод, і аж до війни на валу, біля Городища, залишалася від нього салотопка.
- Бульбине — ставок на території містечка. Був побудований для забезпечення водою під час гасіння пожеж.
- Вали — частина Городища навколо земляних валів.
- Вирвихвіст — назва району Загайок біля однойменного ставка, що відділяється від містечка трасою «Київ-Суми».
- Вивіз — дорога в долину від Старого базару.
- Городище — 1. За Русі — населений пункт, що мав укріплення. В часи Русі в місті Серебряному був розташований дерев'яний замок з валами. Наразі на території історичного Городища розташовані людські городи. Постійні оранки руйнують археологічні пласти. Частина валів зруйнована для будівництва районного відділення міліції. Дошка про охорону валів як історичної пам'ятки зникла.

2. Район знизу біля газового господарства, інша назва — Газове. Певний період (1923–30 рр.) — хутір Срібнянської сільради Срібнянського району Прилуцького округу. Розташований за 1 км від Срібного. 1925 — 6 дворів, 31 ж. ; 1930 не згадується (приєднаний до смт Срібного).
- Данчичева гора — гора площею 3 га, пам'ятка природи (бот.) з 1972 р., місце локалізація цінних рослин. Гора утворена у льодовикову епоху Пралисогором. Існує легенда, що там поховано багато шведів які відходили через Срібне після Полтавської битви. Можливо, на горі поховані померлі взимку 1708—1709 рр. шведські солдати, які були розквартировані в містечку. Назва походить від старшинського роду Данчичів.
- Данчичеве — назва походить від старшинського роду Данчичів: Трохима — сотенного Срібнянського отамана, пізніше значкового товариша, або Дмитрія, його сина, військового товариша, переведеного із полкових канцеляристів, що отримав дворянський титул у 1786 році.
- Довга Вулиця — район Срібного в долині річки Лисогір від Побочіївської дороги до Дейманівської.
- Дякове — * Єврейське кладовище — * Загайки — назва району містечка в долині річки Сріблянка, колись окреме село. Назва походить від словосполучення «за гаєм» — так село відділялося від центру міста гаєм.
- Замістя
- Западинці — район низом вздовж гори від Побочиївського мосту до Будника, основна частина нинішньої вулиці Горького. Є легенда, що раніше тут існували підземні ходи на Довгу Вулицю.
- Козячий хутір
- Кручене — місце на Лисогорі
- Латанівка — назва району Загайок.
- Ликачиївка — частина Довгої Вулиці від Побочіївського мосту за поворот.
- Луговівка — район поблизу Западинець в бік лугу, нинішня вулиця Гоголя.
- Миронівка — див. Білокурівщина
- Млин — місцевість біля кладки на Поділ, де був розташований один із водяних млинів. В 1970-ті, коли Лисогір був порівняно повноводний і чистий, улюблене місце для купання.
- Монастирище — ярок поблизу північно-східної околиці газового господарства, частина нинішньої вулиці Горького. Знаходиться між Городищем та Миронівкою.
- Підгора
- Попове — став на території Сріблянки.
- Сріблянка — територія містечка, що простягається від Вервихвосту до Данчичевої гори. Є одним з улюблених місць відпочинку срібнян. На Сріблянці розташовується Поповий став(зараз відновлюється), та річка Сріблянка.
- Старий базар — місце, де у XVIII-му — першій третині XX сторіччя розміщувався ринок.
- Центр — назва району містечка, де розташовані головні адміністративні та торгові об'єкти.
- Чумакове — назва району Загайок
- Ярки

### Вулиці
- 40-річчя перемоги
- Богдана Хмельницького
- Гагаріна
- Гоголя
- Берегова
- Грушевського
- Лесі Українки
- Довга
- Затиркевич-Карпинської
- Зелена
- Незалежності
- Довга
- Космонавтів
- Котляревського
- Ярова
- Кутузова
- Миру
- Лесі Українки
- Вишневий
- Миру
- Молодіжна
- Озерна
- Остапа Вересая
- Бузковий
- Панаса Мирного
- Першотравнева
- Українська
- Садова
- Саполовича
- Сонячний пров.
- Спартака
- Урожайна
- Центральна
- Сонячна
- Шевченка
- Шкільна
- Березова
- Ювілейна
- Жеки

## Історія
1637 у діаріуші Ш.Окольського є згадка про Аслама-волошина зі Срібного, маєтності князя Яреми Вишневецького, який очолив загін козацьких повстанців[джерело?]. З 1649 центр Срібнянської сотні Прилуцького полку, містечко. Входило до Глинського повіту (1782—1796), до Прилуцького повіту (1797—1923); райцентр Прилуцького округу (1923—1930).

### Археологічні знахідки
На території Городища виявлено велику кількість ліпної кераміки, частина якої лощена. Представлена фрагментами горщиків, корчаг, мисок, уламків амфор, фрагменти чорнолакового посуду. Городище було розташоване на північному пограниччі скіфських лісостепових племен Дніпровського Лівобережжя. Виразний і багатий керамічний матеріал з них (перш за все велика кількість імпортного посуду) дозволяє говорити про те, що в цьому регіоні були жваві торговельні зв'язки з Північним причорномор'ям, а городище Срібне було своєрідним перевалочним центром торгівлі з племенами лісової зони, і перш за все з племенами мілоградської культури Подесенья.

### Середньовіччя
Перша згадка про Срібне в літописах датована 1174 роком під назвою городок Серебряний. Вона свідчить про те, що князь Ігор Святославич, наздогнавши 20 липня під Срібним половців, розбив їх і відняв награбоване.
У часи Русі Срібне входило до складу Переяслівського князівства.
Із другої половини ХІІ століття міста Прилуцького регіону надовго зникають з літописів і про їх долю до XVI століття можна лише здогадуватися. Ймовірно, їх зруйнували татари, що нагрянули на Русь в 1239 - 1240 рр.
Можливо, відродилося в XIV ст. і знову зруйноване кримським ханом Менґлі-Ґераєм 1482.

### Річ Посполита
1592 згадується «Серебряне городище», поблизу якого на початку 17 ст. побудована фортеця. У XVI ст. Срібне входило до так званої «Вишневеччини». Двоюрідний племінник Петра Могили, що перейшов із православ'я до католицизму, Ярема Вишневецький, засновує церковне братство в Срібному зі школою, шпиталем і місцем для зборів. Подія відбулася до 1640 року) в день закінчення будівництва церкви так званим «уписом» в книгу живота(на престольне Євангеліє) в Хресто-Воздвиженській церкві: «повелінням його князівської милості Яреми Вишневецького». Споруда церкви в ім'я чесного Хреста Господня здійснилися за ініціативою отця Георгія Созанського, що був на той час місцевим священиком.
Населення Срібного брало активну участь в козацьких повстаннях 30-х рр. XVII ст. та у визвольній війні українського народу.

### Військо Запорозьке
Із повстанням Богдана Хмельницького було утворено Срібнянську сотню. Її очолив Павло Федоренко і впродовж 6 років сотня брала участь у всіх походах і битвах Хмельницького.
У часи українсько-московської війни 1658—1659 рр. місто Срібне зазнало руйнації. Літопис так описує ті події. Виговський «заслал ординанц свой до Прилукского полковника Дорошенка, абы с полком своим станул в городи Сребном». Але князь Пожарський з царськими військами «без великого труда город Сребное достал, жителей тамошних единых вырубал, а других в полон забрал со всеми их набытками; а козаков полку Прилукского, там бывших, погромил и распудил, так же и сам полковник их Дорошенко, як заец по блотах тамошних гонений, за ледво бегством спасался от беды своея тогдашнея»[джерело?]. Проте частина Прилуцького полку все-таки з'єдналася з військами Виговського і взяла участь у битві під Конотопом.
Згідно зі словами літописця Самійла Величка, народженого у 1670 році, ще у 1659 року Срібне мало статус міста. У Переписній книзі Малоросії 1666 року є «роспись города Срыбного, а Серебреного по прозванию тож». Срібне чи Серебрене мало статус як і Прилука, Пирятин, Миргород, Лубни, Хорол. Очевидно, місто спустилося до статусу містечка внаслідок московської «зачистки».
Протягом наступних років Срібне відбудоване і населене заново. 1666 перепис зареєстрував тут лише 114 госп. міщан (козаки не показані). У числі їх було 36 госп. міщан «первой стати» (найбагатші), один двір мельника і один — «мельничного целовальника», також віднесених до міщан «первой стати», 9 госп. міщан «средней стати» (у тому числі 3 двори різників) та 67 госп. міщан «меншой стати». З цього видно, що ремісничий прошарок у Срібному практично був відсутній. Це також було наслідком зруйнування міста 1659. У наступні роки стан з ремісничим населенням у місті поліпшився.
У 17 ст. у Срібному базарі збиралися по понеділках і п'ятницях, а ярмарок — «в день Николы осеннего».
1708—1709 гг. Шведське військо Карла XII перед Полтавською битвою стояла на зимових квартирах в Срібному та окрузі.
1718 — 25 дворів козаків, 322 двори селян. Розташування містечка в центрі торговельних шляхів і наявність можливостей для збуту товарів сприяло розвитку ремісництва. З 1720-х рр. відомі печатки з гербом міста — зображенням серця, увінчаного кавалерським хрестом з променями.
1731, попри те, що в основному люд займався хліборобством, у Срібному було вже п'ять цехів: ткацький, кравецький, ковальський, шаповальський і різницький. Ремісники продавали свої вироби на ярмарках. Головними предметами торгівлі були шапки й тютюн. Особливо славився сорт тютюну «срібнянка». У цьому році в містечку діяли 2 церкви — «міська» тобто центральна і «підгірська»; крім того, в с. Подолі, який був фільварком містечка і окремо від Срібного у 18 ст. не показувався, була ще «подільська» церква. 1741 колишній срібнянський сотник Антон Троцина у своєму заповіті наказує: «…на всі три церкви Сребрянські по 40 золот. дати…». Таким чином, у той час у Срібному нараховувалося З церкви: Преображенська, Воздвиженська й подільська Миколаївська.
За даними відомості 1737 у Срібному значилося 37 госп. козаків (8 виборних і 29 підпомічників), 538 госп. посполитих і 7 госп. підсусідків. А за даними ревізії 1740 в Срібному — 201 двір (204 хати) селян, 18 дворів (18 хат) «майстерових», 11 будованих хат підсусідків, 21 двір (27 хат) козаків; діяли 3 козацькі школи, 2 шпиталі, 6 шинків.
У Срібному як і в усій Україні, поступово посилювалася експлуатація селян, зростали їх повинності. Внаслідок цього чимало селян залишило рідні місця, тікаючи на Запоріжжя. Із Срібнянської сотні за період 1736—1740 втекло 57 чоловіків. При роздачі грузинам у 1740-х pp. селян в Україні, в Срібному було роздано до 200 дворів князям Орбеліані. Своїх селян отримали Жеваховв і Туманові. Після цього в містечку залишилося близько 150 вільних селянських дворів. Пізніше (1752) їх випросила у гетьмана К. Розумовського сестра його Агафія, яка була одружена з б.т. Власом Климовичем (Будлянським).
В 1752 році Срібне було передане сестрі Розумовського — Агафії. З 1780 року Срібне перейшло до її родичів Будлянських.
У 1768 році засновано Прилуцьке духовне правління, при ньому було духовне намісницьке правління у Срібному.
1780 в Срібному було 32 двори (60 хат) козаків, 411 дворів (539 хат) селян та 22 двори (37 хат) підсусідків. Найбільшим землевласником у Срібному був камергер Михайло Власович Будлянський. 1784 йому належали 295 дворів (380 хат) селян; грузинським князям та ін. власникам — 166 дворів селян. 1780 в Срібному (разом з Подолом), крім селян, нараховувалося 35 дворі в поміщиків, різночинців і духівництва, 10 дворів (27 хат) козаків виборних, 22 двори (33 хати) козаків підпомічників. Всього селян і козаків мешкало 1999 душ чоловічої та 1978 душ жіночої статі. Діяли 4 дерев'яні церкви (четвертою стала дерев'яна Хресто-Воздвиженська церква, збудована у 1784 замість старої, побудованої в 1640-х роках), цегельний завод Будлянського, 6 поставів водяних млинів, 6 цехів (кравецький, шаповальський, шевський, кушнірський, ткацький та ковальський); як і раніше, базари кожного понеділка й п'ятниці, а ярмарків стало два: перший — у Юр'їв день (23 квітня), другий — на Різдво Пресвятої Богородиці (8 вересня).

### Губернський період
З 1782 Срібне — центр волості Глинського повіту Чернігівського намісництва, з 1802 — центр волості Прилуцького повіту Полтавської губернії.
У 1780 р. Будлянському в Срібному належало 295 дворів. У 1789 р. Будлянський організував у Срібному суконну мануфактуру, яка розміщалась у двох просторих дерев'яних хатах і виробляла 660 аршин сукна за рік. На цій працювали визначені назавжди поміщицькі селяни, які і жили на фабриці. Вони не мали землі і особливої плати за цю працю не одержували, а постачалися і утримувалися економією. Це була вотчинна мануфактура, яка працювала на власній сировині.
Жителі вирощували тютюн, особливо цінним, як вже написано вище,  вважався сорт «срібнянка». Тютюн вивозили до Москви, Петербурга, Варшави, Рига, Данії тощо.
1796 в Срібному мешкало 1763 душі чоловічої статі, з них 183 — козаки, 72 — селяни державні, 1508 — кріпаків. Наприкінці XVIII ст. Будлянський намагався поширити свої володіння за рахунок земель козаків, якими вони нібито «незаконно» користувалися. Це викликало велике обурення козаків, які вчинили опір. Коли за його дорученням прикажчик Шарафей став виявляти «незаконні» козачі землі, то козаки побили його і змусили дати присягу, що він срібнянськими полями і дворами їздити більше не буде. На знак підтвердження присяги козаки змусили Шарафея їсти землю, руки і ноги їм цілувати.
1812 року під час російсько-французької війни у Срібному було сформовано 7-й козацький полк (з дев'яти козацьких полків, які виставила Полтавська губернія).
Під час поділу Прилуцького повіту на стани в Срібному розмістилася станова квартира 2-го стану (1837—1923).
1841 Хресто-Воздвиженська церква була перебудована.
У 1842 р. Срібне було куплене поміщиком Трифоновським, який збудував тут цукровий і миловарний завод, заклав парк, звів триповерховий палац на 72 кімнати.
У 50-х роках XIX ст. у поміщицькій економії та селянських господарствах стали сіяти цукрові буряки для цукрового заводу та тютюн на продаж. Було виведено новий сорт тютюну, який одержав назву рубанка. Тютюн сорту рубанка одержав ще назву «камергерський» (вирощувався в колишньому маєтку камергера Будлянського в містечку Срібному).
1859 в Срібному (вже без Подолу) — 203 двори, 1334 мешканці; діяли: 1 церква (подільська церква згадується окремо), сільське управління, сільська розправа, 3 ярмарки.
Згідно з реформою 1861 в Срібному створене Волосне правління тимчасовозобов'язаних селян, у віданні якого перебувало 4 сільські громади (808 ревізорських душ). Козаки Срібного були підпорядковані Березівському Волосному правлінню відомства Палати державного майна.
У 80-х роках XIX ст. Трифановський продав свою економію у Срібному графу Мусін-Пушкіну (колишній генерал-губернатор Одеси). Мусін-Пушкін перебудував цукровий завод на ґуральню, на якій виробляли спирт з картоплі. З цього часу головною технічною культурою в економії стала картопля.
У Срібному діяла однокласна міністерська (1878) і парафіяльна школи.
1881 відкрито приймальну палату, пізніше — лікарську дільницю з лікарнею на 10 ліжок.
1886 — 24 двори козаків, 4 двори селян казенних, 201 двір селян-власників, які входили до 2-х сільських громад (Трифановського, Рашкевича), 10 дворів міщан та ін., 254 хати, 1343 жителів (без Подолу); діяли: дерев. Хресто-Воздвиженська ц-ва, лікарня, двокласне міністерське сільське училище (1879), церковнопарафіяльна школа, Станова квартира, Волосне правління, поштова станція з прийомом і видачею грошової та ін. кореспонденції, посилок, земський лікар і аптека, заїжджий двір, 2 шинки, 5 крамниць, базар двічі на тиждень, ярмарки тричі на рік (25 березня, 23 квітня, 8 вересня), кузня, 25 вітряків, 4 олійниці, ґуральня.
У 1890-х срібнянська ґуральня була найбільшою в повіті; добавився четвертий ярмарок — на 4-й неділі Великого посту. Наприкінці 19 — на початку XX ст. землевласниками в Срібному були поміщики: Михайло та Максим Данчичі, Ольга Мусін-Пушкіна, Віктор Новицький.
На 1903 р. в містечку було біля півтори тисячі мешканців, Хрестовоздвиженська церква, поштова станція. кілька лавок, базар двічі на тиждень, три ярмарки і понад 25 вітряних млинів. При містечку знаходиться маєток графині О. А. Мусіної-Пушкіної «Срібне» площею понад 2400 десятин. У господарстві три сівозміни: десятипільна і дві шестипільні з посівами кормових трав; насіння червоної конюшини щорічно продаються. У маєтку є кінний завод робочих порід: чисті ардени, матки — напівкровки та місцеві породи. З 1878 р. працює спиртзавод, що виготовляє спирту на суму понад 40 тис. руб.
Географічно разом з селом Подолом і селами Загайки, Побочіївка і Довга-Вулиця Срібне складає одне поселення, що має спільні вигони і землі.
У XIX столітті річка Лисогор була найбільш народонаселенішою серед річок Полтавської губернії, за відношенням кількості жителів до довжини річки.
Важким тягарем на селян лягли державні податки та викупні платежі. Викупних платежів та різних податків населення Срібного в 1900 р. виплатило 4 819 крб. Восени 1905 р. незадоволення селян вилилося у відкритий виступ проти царських властей. 8 вересня 1905 р. на осінньому ярмарку селяни вчинили розправу над представниками місцевої влади: приставом і стражниками. Організатором виступу був Садовий Іван Трохимович, солдат одного з полків лейб-гвардії у Петербурзі, який приїхав у відпустку. Активними учасниками виступу були його брати Михайло та Оксентій, батько, а також О. І. Тишкевич, П. Д. Роєнко, І. К. Стась, І. Г. Висіканець та ін. Налякані цим виступом місцеві власті викликали з м. Прилук каральний загін чеченців, який жорстоко розправився з селянами. Заарештованих учасників виступу били канчуками та шомполами. Активні учасники виступу були засуджені до штрафних батальйонів та засланні на Північ та до Сибіру.
На ярмарку восени 1906 р. виступи проти місцевої влади знову повторилися. Селяни розійшлися лише тоді, коли була викликана кінна варта.
1910 налічувалось 327 господарств, з них козаків — 37, селян — 247, євреїв — 8, ін. непривілейованих — 23, привілейованих — 12, нараховувалось 2012 мешканців, у тому числі 6 теслярів, 16 кравців, 15 шевців, 1 столяр, 5 ковалів, 3 ткачі, 20 візників, 72 поденники, 40 займалися інтелігентними та 314 — ін. неземлеробськими заняттями, все ін. доросле населення займалося землеробством. 3923 десятин придатної землі.

### Українська революція 1917—1921 років
Повалення царату активізувало селян, які вимагали переділу панської землі і майна. В серпні 1917 р. біднота й частина середняків самовільно провели збір хліба у панській економії. В листопаді 1917 р. на зборах громадян селяни прийняли постанову реквізувати спирт на гуральні графині Мусін-Пушкіної. Вирішено було поділити спирт між усіма громадянами Срібного і навколишніх сіл.
З повітового міста Прилуки були послані представники від земельної управи і селянської спілки з метою припинити самочинні дії. Але ніякі умовляння не допомогли. Тоді було послано загін війська для втихомирення бунтівників. Однак селяни спирт реквізували і зруйнували ґуральню разом з маєтком.
Радянська влада існувала в Срібному з 15 січня до середини березня 1918 р., коли містечко було звільнене німецькими військами та загонами УНР. За гетьмана проходило переслідування селянами, які пограбували худобу й майно в панській економії.
Проти німецьких зловживань на території Срібнянської волості діяв проросійський партизанський загін під командуванням жителя Срібного Федора Павловича Вигінського. Головними діями партизан було псування лінії зв'язку і операції зі знищення невеликих груп ворога. Влітку 1918 р. партизани напали на будинок волосного управління, знищили варту і захопили 17 гвинтівок. В листопаді партизанський загін оволодів Срібним і утримував його дві доби.
Наприкінці січня 1919 р. у Срібному було вперше встановлено більшовицький режим. Почав діяти ревком на чолі з П. А. Підружком, який здійснював розподіл поміщицької землі, худоби і майна між безземельними та малоземельними селянами, організовував боротьбу з антибільшовицькими повстанцями.
1919 року під час денікінської окупації на Срібнянщині діяв петлюрівський повстанський загін під керівництвом Ф.Вигінського.
Наприкінці листопада 1919 р. Срібне знову стало більшовицьким. У грудні було створено волосний ревком на чолі з М. Т. Криворучком. У грудні 1919 р. виник комітет бідноти, який розгорнув активну діяльність.
У січні 1920 р. у Срібному була створена волосна партійна організація КП(б)У, до якої входило 12 членів партії та співчуваючих. Секретарем було обрано О. І. Кизима. У березні відбулися вибори до сільської Ради, які проходили в умовах жорсткого пресингу більшовиків. До сільради було обрано 10 комуністів і 7 співчуваючих. Очолив її А. С. Войтенко. Сільрада мобілізовувала селян на виконання продрозкладки, займалася будівництвом і ремонтом житлового фонду, забезпечувала квартирами сім'ї червоноармійців. Улітку організували комнезам. У 1921 р. була заснована і комсомольська організація.
Багато селян виступали проти політики більшовиків. так, 9 березня 1920 срібнянський загін Криворучка, який розчарувався у більшовиках, зненацька увійшов до Прилук, захопив міську переповнену «підозрілими елементами» в'язницю і випустив усіх на волю.

### Радянський період (до війни)

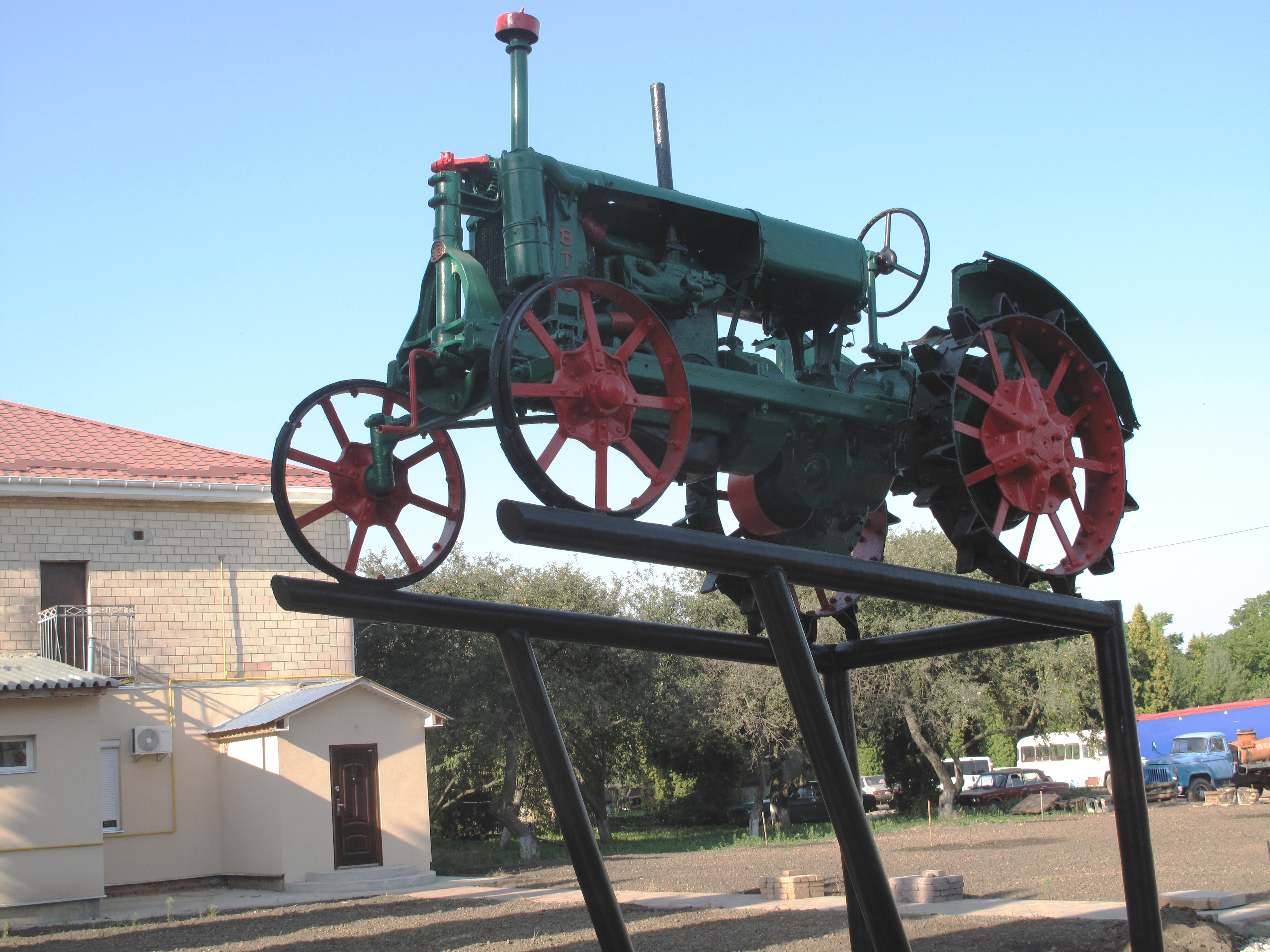
Трактор «Універсал» (пам'ятка науки і техніки, охоронний № 3580; серпень 2017)
Фото: © Ірина Жижка, CC BY-SA 4.0

Після закінчення громадянської війни почали працювати: лікарня, паровий млин, олійниця (1919), 7-річна школа (1923), аптека (1924), тричі на рік (1921) збиралися ярмарки (23 березня, 21 квітня, 6 вересня).
У 1923—1930 pp. Срібне — центр району і сільради.
У 1923 р. стало працювати сільське споживче товариство, яке забезпечувало селян товарами першої необхідності. Товарообіг товариства постійно зростав. У 1924 р. у Срібному відкрилася сільськогосподарська виставка, яку відвідало понад 20 тис. чоловік.
У 1923 р. на базі початкової школи створили семирічну. У 1925—1926 навчальному році в ній навчалося 310 учнів. Значних успіхів було досягнуто у справі ліквідації неписьменності серед дорослих. З 1921 р. тут працювала школа лікнепу. Урочисто було відзначено п'ятиріччя лікнепу, на яке зібралося близько 150 чоловік. Фундаментом культури став сільбуд, де працювала бібліотека з читальним залом. Діяли також гуртки: політичний, сільськогосподарський, а також школа політграмоти.
1925 — 347 дворів, 1876 ж.; 1930—404 двори, 1865 ж.
На початку 1929 бідняків і так званих середняків почали зганяли в ТСОЗ. На його базі навесні 1930 комуністи сколотили артіль «Червона зірка», куди увібгали 547 господарств. У 1933 р. замість артілі «Червона зірка» створили три колгоспи: «Червона зірка», «Перше травня» у Загайках та ім. Постишева (перейменований згодом на ім. Щорса), які контролювали усе їстівне у місті. Це дало змогу комуністами організувати терор голодом, від якого загинули сотні мешканців Срібного. Аби приховати злочини, комуністи вип'ячували дуті економічні показники, зокрема те, що в розпал голодомору у 1932 р. була створена Срібнянська МТС.
1938 р. у МТС організували жіночу тракторну бригаду, бригадиром якої була Н. С. Мазина. 15 трактористів і 2 агрономи Срібнянської МТС у 1939 р. стали учасниками Всесоюзної сільськогосподарської виставки, серед них — бригадири тракторних бригад І. Г. Ройко і О. Й. Калениченко.
1931 семирічну школу перетворили на середню. В ній у 1936 навчалося 732 учні. У нових приміщеннях почали працювати будинок культури та будинок піонерів.

### Друга світова війна

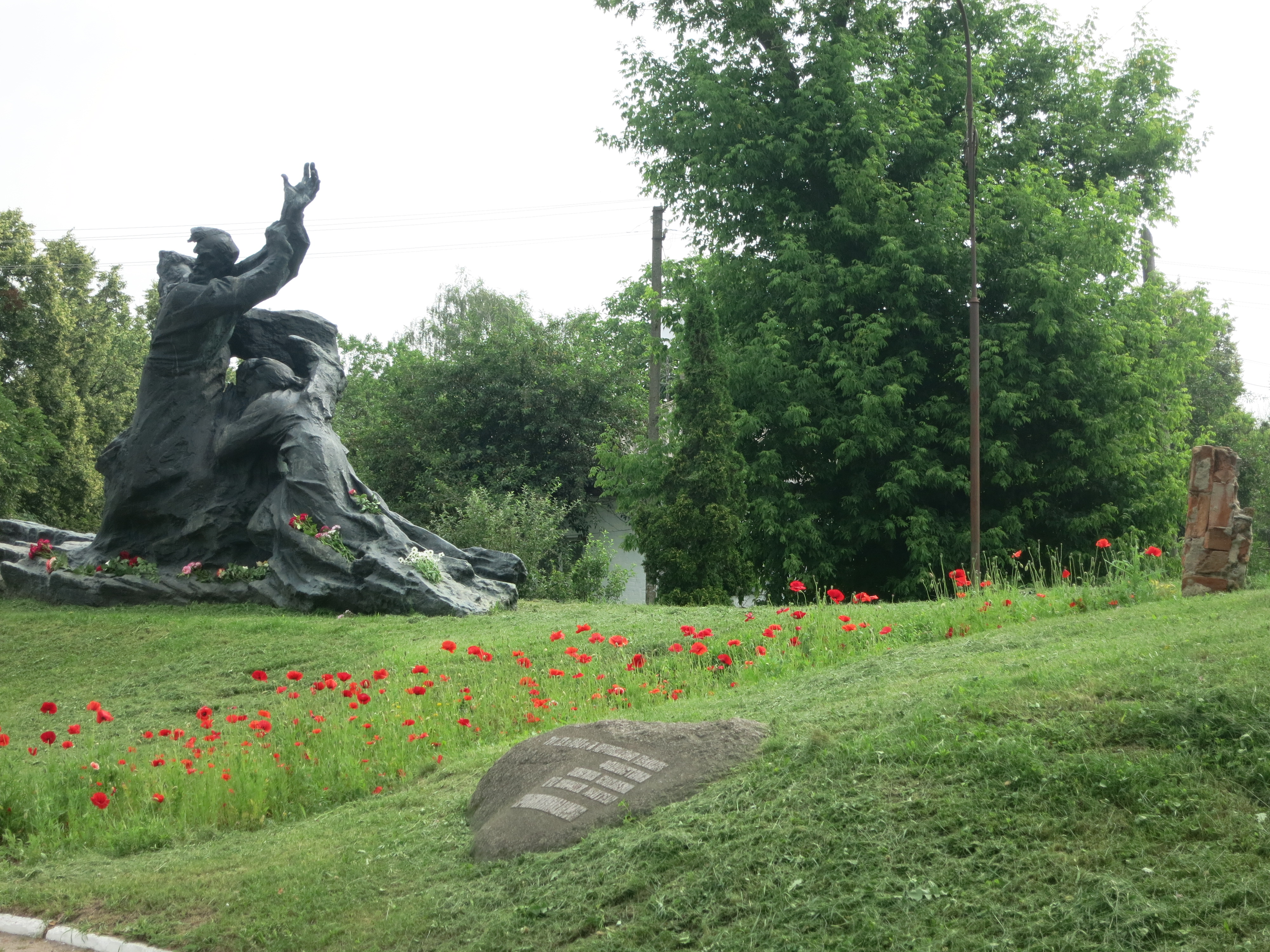
Меморіальний комплекс на місці спаленої школи, в якій фашисти спалили 682 мирних жителів району (пам'ятка історії, охоронний № 1781; червень 2016)
Фото: © Ірина Жижка, CC BY-SA 4.0

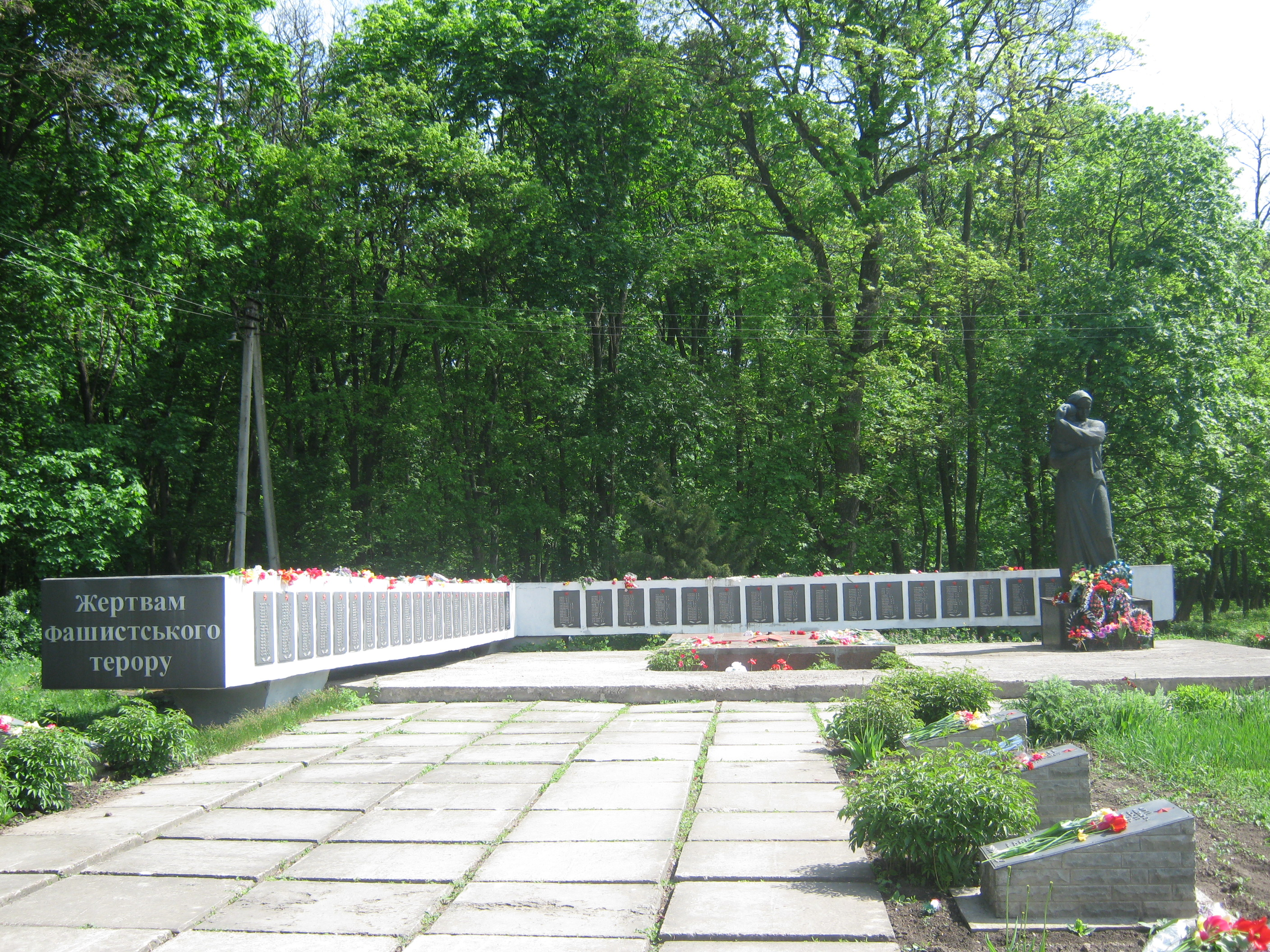
Братська могила 682 мирних жителів Срібнянського району, закатованих фашистськими загарбниками 22 —23 лютого 1943 року (пам'ятка історії, охоронний № 1780; травень 2010)
Фото: © Ірина Жижка, CC BY-SA 4.0

У вересні 1941-го в Срібному розташовувалася 4-а танкова дивізія німців.
Під час німецько-фашистської окупації спалено 682 жителів Срібного, вивезено до Німеччини 787 чол.
У лютому 1943 року комендант Срібнянського району зібрав поліцаїв і дав розпорядження зібрати до Срібного з усього району комуністичних активістів та їх сім'ї в кількості 1000 людей, потрібно зауважити що часто до рук нацистів потрапляли люди взагалі жодним чином не дотичні до комуністичної влади. 23 лютого до школи нагнали багато люду і оточили поліцаями з кулеметами. Партії людей групами по 25 осіб виводили до срібнянського парку. Там була вирита яма і стояли напоготові два кулемети. В цей час в школі була здійснена спроба опору. Тим часом, бачачи, що виводити людей на розстріл неможливо, комендант наказує облити школу бензином і підпалити. Так ті, хто не були розстріляні, були спалені живцем..
677 жителів билися з німцями на фронтах, з них 125 за бойові заслуги нагороджено орденами і медалями.

### Радянський період (після війни)
Комуністи, після повернення до Срібного, влаштували новий голодомор у 1946—1947 роках. Людей, які жили при німецькій владі, серед яких були й ті хто стріляв з кулеметів по партіях в 25 людей ,всіляко принижували та переслідували. Відновили колгоспне рабство, примушували працювати за безцінь,та за худобу ,за корма для худоби .

### ФормуванняОТГ
27 квітня 2017 року голова Чернігівської обласної державної адміністрації Валерій Куліч підписав розпорядження про створення Срібнянської об'єднаної територіальної громади, що включає в себе 28 населених пунктів, 12 рад. Площа об'єднаної територіальної громади: 546,3 км², чисельністю 10 754 осіб.
Перші вибори відбулись 29 жовтня 2017 року, на яких переміг Куделя Олег Павлович, за нього віддали свої голоси 3188 людей (57 % виборців), а за інформацією сайту ОТГ Чернігівської області — 62,13 %

## Населення

### Чисельність населення
| 1979 | 1989 | 2001 | 2016 | 2022 |
| ---- | ---- | ---- | ---- | ---- |
| 3587 | 3933 | 3670 | 3200 | 3001 |

### Мова
Розподіл населення за рідною мовою за даними перепису 2001 року:
| Мова            | Кількість | Відсоток |
| --------------- | --------- | -------- |
| українська      | 3539      | 97.98%   |
| російська       | 68        | 1.88%    |
| білоруська      | 3         | 0.08%    |
| вірменська      | 1         | 0.03%    |
| інші/не вказали | 1         | 0.03%    |
| Усього          | 3612      | 100%     |

## Соціальна сфера
Працюють загальноосвітня школа І-ІІІ ступенів, Будинок культури, Будинок школярів, бібліотека, районний державний архів, лікарня, поліклініка.

## Підприємства
- Срібнянське районне будівельно-монтажне об'єднання «Райагробуд»
- Маслозавод
- Комбікормовий завод

## Культурні пам'ятки

### Срібнянський парк
Срібнянський парк — пам'ятка садово-паркового мистецтва (з 1972). Старовинний парк, заснований у пер. пол. 19 ст. в ландшафтному стилі, у маєтку Мусін-Пушкіних. Розташована в смт Срібному. Вікові ялини, явори, декоративна рослинність. Площа 25,8 га.

### Срібнянський заказник
Заказник гідрологічний, (з 1979). Болотний масив у заплаві р. Лисогору. Розташ. біля смт Срібного. Площа 71 га.

### Данчичева гора (Данчикова гора)
Пам'ятка природи геологічна (з 1964). Розташована біля смт Срібного. Унікальне геологічне гористе утворення над заплавою р. Лисогора. Наприкінці 50-х pp. на горі створено лісопарк. Площа 3 га.

### Культові споруди
В після радянський час заводи такі як молоко завод ,хліб завод, а також інкубатор ,друкарня зникають разом з робочими місцями ,але ж з'являються кілька нових церков . А навіщо промисловість ,робочі місця ,товари та зарплатня ,якщо ж можна просто помолитися в церквах ,при чому різних?

Хрестовоздвиженська церква селища Срібне

Хрестовоздвиженська церква. Дерев'яна, на кам'яному фундаменті, побудована в 1784 році. Покрита металом. Ремонтувалася в 1841 і 1864 роках. Перебувала на Старому базарі, видно було за багато кілометрів. Ставилася до Прилуцької єпархії, вікаріатство Полтавської єпархії. Зруйновано в 1929 р.
Миколаївська церква. Дерев'яна, на кам'яному фундаменті, побудована в 1857 році. Перебувала в центрі. При незначній переробці будівля існує і зараз. Це Будинок культури.
Хрестовоздвиженська церква (Московський патріархат). Цегляна, побудована в пострадянський час. Знаходиться за пам'ятником Леніну, який було демонтовано в березні 2014 року. Відноситься до Ніжинсько-прилуцької єпархії. Ніжинська і Батуринська єпархія Української Православної Церкви утворена рішенням Священного Синоду УПЦ від 31 травня 2007 р. шляхом виділення її зі складу Чернігівської єпархії. Рішенням Священного Синоду УПЦ від 18 квітня 2008 змінено титул правлячих архієреїв Ніжинської єпархії — на «Ніжинський і Прилуцький».
Хрестовоздвиженська церква (Київський патріархат). Цегляна, побудована в пострадянський час. Знаходиться за будівлею автовокзалу навпроти Срібнянської школи. Належить до Чернігівської єпархії Української Православної Церкви (Київський патріархат). Священик о. Леонід Проців.

## Особистості

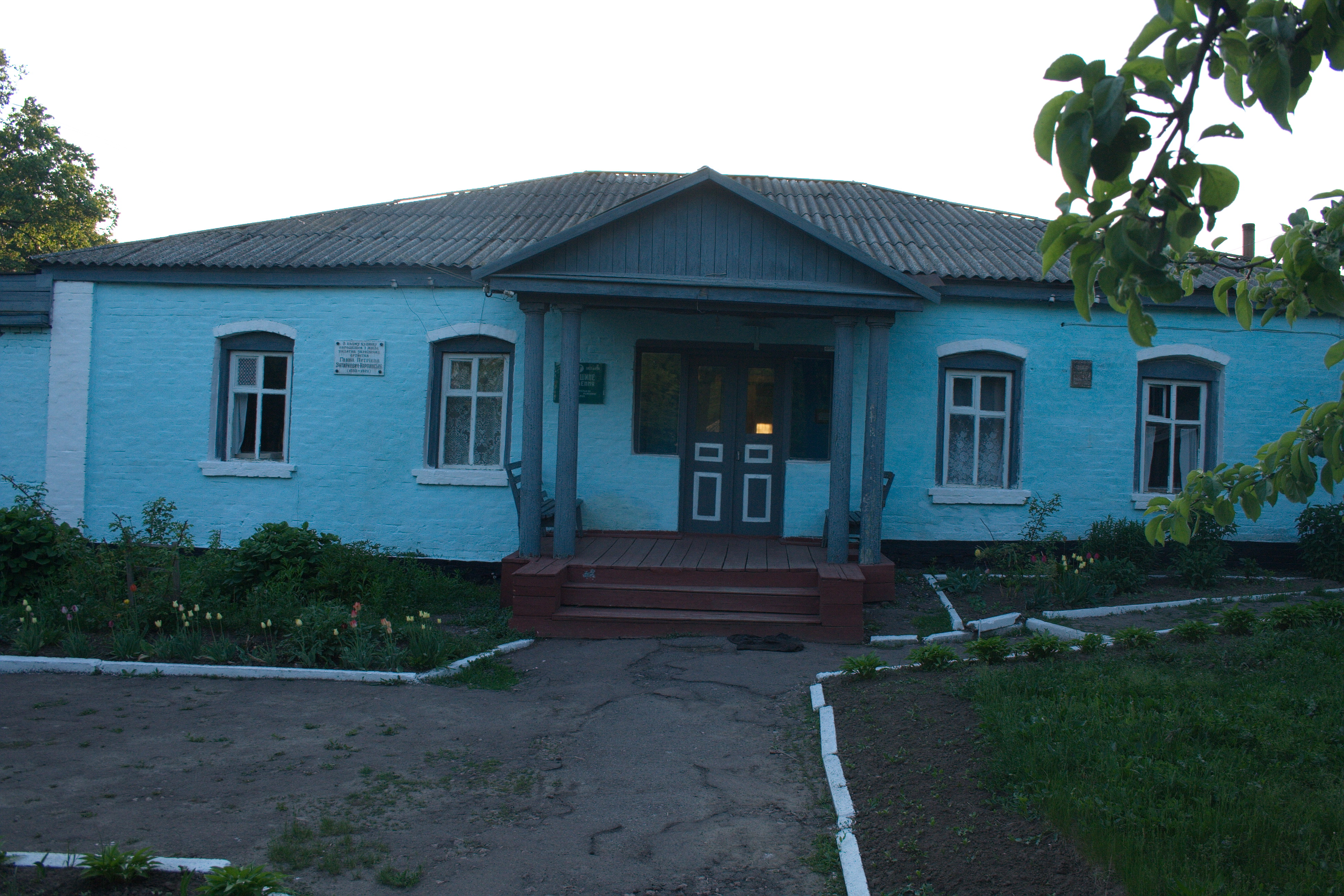
Будинок, де народилася українська актриса Г. П. Затиркевич-Карпинська (пам'ятка історії, охоронний № 1788; травень 2010)
Фото: © Serg64L, CC BY-SA 4.0

### В Срібному народилися
- Василева Олена — українська письменниця, перекладачка, бібліографиня.
- Губа Клим — кобзар.
- Данчич Ксенія Трохимівна (жила в 1804) — дочка сотенного Срібнянського отамана, згодом значкового товариша. Дружина скульптора Івана Мартоса (Пам'ятник Мініну і Пожарському в Москві і ін.), уродженця Ічні.
- Дедюлін Олександр Васильович — український мікробіолог, професор, організатор ветеринарної служби в Україні. Закінчив 1892 року Харківський ветеринарний інститут, в якому з 1906 року завідував кафедрою бактеріології;[8]
- Ганна Затиркевич-Карпинська (1855–1921) — відома українська актриса.
- Кузнєцов Іван Павлович (23.01.[12.02].1899 — 19.09.1963) — гірський інженер з розробки рудних родовищ. Начальник Управління Свердловського округу Державного гірничого нагляду при РМ СРСР. Кандидат технічних наук. Доцент, завідувач кафедрою рудничної вентиляції і техніки безпеки Свердловського гірничого інституту. Гірський директор. Учасник Громадянської війни (1918—1922) і Німецько-радянської війни 1941—1945 рр. Майор запасу.
- Кузнецов Омелян (5.08.1892-7.10.1968) — старшина Армії Української Народної Республіки.
- М. М. Никоненко — завідуючий відділом селекції Мліївської науково-дослідної станції садівництва, лауреат Державної премії.
- Пушкелін Митрофан Васильович (28.05.1895-07.03.1962) — хорунжий Армії Української Народної Республіки.
- Яків Саполович (1760–1830) — хірург, керуючий Петербурзьким медико-інструментальним заводом, винахідник нових хірургічних інструментів (помер від холери, під час боротьби з епідемією);[8]
- Соловей Дмитро Федорович — історик, економіст і статистик, педагог і публіцист, дійсний член УВАН у США.